# セステルティウス

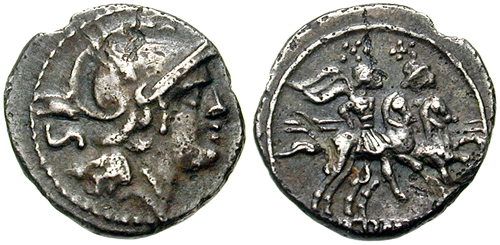
共和政時代のセステルティウス貨。表面はローマ、裏面はディオスクーロイの騎乗する姿が描かれている。

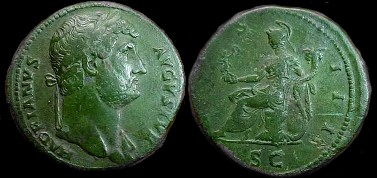
ハドリアヌス帝時代（治世 117年 - 138年）のセステルティウス貨

セステルティウス（sestertius）は、古代ローマの硬貨の一種。共和政ローマ時代は小さな銀貨で、ごく稀にしか造幣されなかった。ローマ帝国期には大型の黄銅貨となった。
名称は semis-tertius （3番目の半分）に由来し、「2と2分の1」を意味する（1番目の半分は「2分の1」、2番目の半分は「1と2分の1」を意味する）。これは、その価値をアス貨の21/2としたためである。

## 歴史
セステルティウス貨は紀元前211年ごろ、デナリウス貨の4分の1の価値の小さな銀貨として導入された。デナリウス銀貨は約4.5グラムの重量であり、セステルティウス貨はその4分の1の重量だった。実際にはそれよりも軽いことが多かった。
デナリウス貨が10アスから16アス相当へと変更されたとき、改鋳でアス貨が軽くなったためにセステルティウス貨も4アス相当とされ、依然としてデナリウス貨の4分の1とされていた。その造幣は散発的で、紀元前44年までの造幣量はデナリウス貨に比べると非常に少ない。

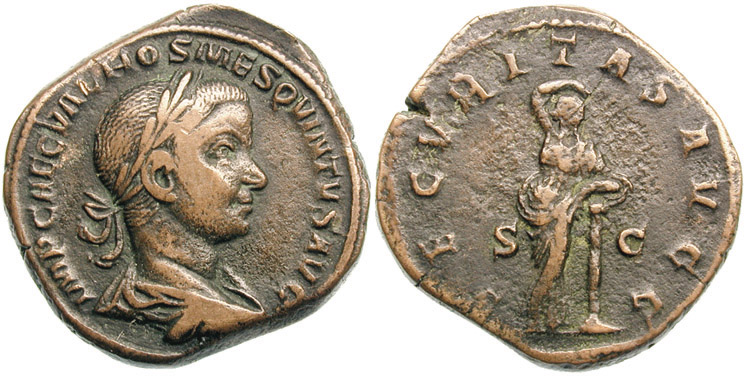
デキウス治世下（250年）に造幣された息子ホスティリアヌスを描いたセステルティウス貨

紀元前23年ごろ、アウグストゥスの貨幣改革により、セステルティウス貨は大型の黄銅貨となった。紀元3世紀末ごろまで、セステルティウス貨は最大の黄銅貨だった。多くはローマで造幣されたが、ネロ帝治世下の紀元64年からウェスパシアヌス帝の時代までルグドゥヌム（リヨン）でも造幣された。
黄銅のセステルティウス貨は25から28グラムで、直径は32から34mm、厚さは4mm程度だった。青銅と黄銅の違いは古代ローマ人にとっては重要だった。黄銅はオリカルクムと呼ばれ、「金のように輝く銅」を意味していた。実際、新品のセステルティウス貨は金のように輝いていた。
オリカルクムは、同じ重量なら青銅の2倍の価値があるとされた。このため、ドゥポンディウス貨はセステルティウス貨とほぼ同じ重量と大きさだったが、青銅製ということで2アスの価値とされていた。
セステルティウス貨は3世紀末まで造幣され続けたが、徐々にその質が低下していった。これは古いセステルティウス貨を溶かして新たな硬貨を造幣することを繰り返したため、徐々に亜鉛の含有率が低下していったためである（銅の融点は1084.4℃であるのに対し、亜鉛の沸点は907℃であり、溶かすたびに亜鉛が気化して失われる）。不足は青銅で補われ、時には鉛を混ぜることもあった。このため時代が下るにつれてセステルティウス貨はあまり輝かなくなり、造りも粗雑になっていった。
銀貨の質が低下すると共に徐々にインフレーションが進行し、セステルティウス貨やドゥポンディウス貨などの少額貨幣の価値も徐々に低下していった。1世紀ごろには日々の買い物はドゥポンディウス貨やアス貨で済んでいたが、2世紀になると若干インフレが進行し、セステルティウス貨が日常の買い物に使われるようになった。3世紀には銀貨の銀含有率が大幅に低下し、銅や青銅の成分が増えていった。260年代から270年代の主要通貨は2デナリウスの価値とされたアントニニアヌス貨だが、そのころには小額貨幣は全て青銅製になっていた。アントニニアヌス貨は理論上は8セステルティウス貨に相当したが、それぞれが含有している金属の価値はそれほど差がなかった。
最後にセステルティウス貨を造幣したのはアウレリアヌス（270年 - 275年）だった。それまでにセステルティウスの大きさと質は徐々に低下していた。このため、2セステルティウス貨 (en) がデキウスの時代（249年 - 251年）に造幣され、ガリア帝国の皇帝ポストゥムスは古いセステルティウス貨に自身の像と名を重ね打ちして2セステルティウス貨として大量に造幣した。2セステルティウス貨は皇帝の肖像に放射状の冠があることでセステルティウス貨と区別できる。同じ区別の仕方は、ドゥポンディウスとアス、アントニニアヌスとデナリウスでも使われた。
結局、セステルティウス貨は国家と硬貨偽造者が回収し、それを溶かしてさらに質の低下したアントニニアヌス貨が造幣された。このためインフレがさらに深刻化していく。4世紀になるとセステルティウスは全く造幣されなくなり、歴史の中に消えていった。

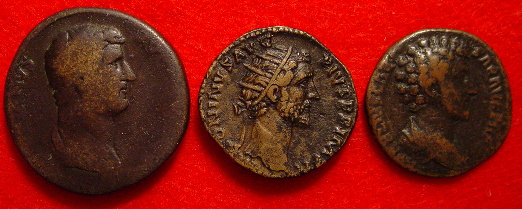
ハドリアヌスのセステルティウス貨、アントニヌス・ピウスのドゥポンディウス貨、マルクス・アウレリウス・アントニヌスのアス貨

## 会計単位
セステルティウスは会計単位としてもよく使われ、HS というモノグラムで表記された。大きな金額は sestertium milia（千セステルティウス） 単位で記され、milia が省略されることが多かった。スパルタクスと戦ったことで知られるクラッススは非常に裕福で、大プリニウスによれば「2億セステルティウスの邸宅」を持っていたという。
ひとかたまりのパンは約0.5セステルティウス、約0.5リットル（1セクスタリウス）のワインは0.5セステルティウスから1セステルティウス以上だった。6.67kg（1モディウス）の小麦は紀元79年のポンペイで7セステルティウス、同じくライ麦は3セステルティウス、バケツは2セステルティウス、チュニックは15セステルティウス、ロバは500セステルティウスだった。
ポンペイでは、奴隷が6,252セステルティウスで売られたという記録が見つかっている。紀元75年から125年ごろのロンディニウム（現在のロンドン）では、ガリア人奴隷の女性 Fortunata が600デナリウス、すなわち2,400セステルティウスで Vegetus という人物に売られたという記録が見つかっている。これらは現在の貨幣価値に換算するのは困難だが、紀元1世紀初めごろの平均的な軍団兵は年俸として900セステルティウスを受け取っていたが、ドミティアヌス（81年 - 96年）のころには1,200セステルティウスを受け取るようになっていた。平均すると1日あたり3.3セステルティウスということになる。給料の半分が生活費だったとすると、兵士は1日1.65セステルティウスで過ごしていたということになる。

## 図像と古銭としての価値

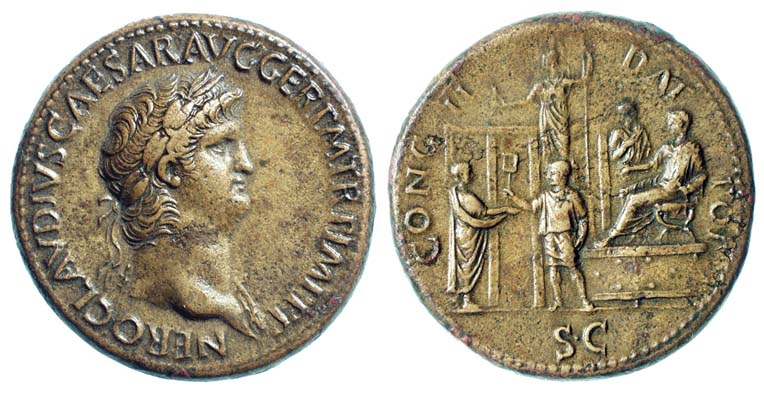
ネロのセステルティウス貨

帝国期のセステルティウスは大きかったため、貨幣学的には重視されている。というのも彫刻する面が大きいので、caelatores と呼ばれる彫刻師が腕をふるって精巧な彫刻を行っているものが多いためである。特にネロ帝治世下の紀元64年から68年にかけて硬貨の彫刻を行っていた彫刻師は腕がよかったと言われている。ネロの残酷さまで表現した肖像と裏面の上品なデザインは、ルネサンス期の芸術家にも影響を与えた。ハドリアヌス（117年 - 138年）はローマ帝国各地を旅行したが、その旅先にまつわる硬貨を発行させており、ブリタニアが初めて描かれた硬貨もある。そのデザインをチャールズ2世が再現させ、2008年までイギリスの硬貨に使っていた。
非常に保存状態のよいセステルティウス貨は百万ドル以上で取引きされたこともある。ただしこれは例外で、セステルティウス貨は大量に造幣されたため、普通のものは20ドル以下で取引きされている。